# Taylor (Arkansas)
Taylor es una ciudad ubicada en el condado de Columbia en el estado estadounidense de Arkansas. En el Censo de 2010 tenía una población de 566 habitantes y una densidad poblacional de 218,97 personas por km².

## Geografía
Taylor se encuentra ubicada en las coordenadas 33°5′59″N 93°27′43″O / 33.09972, -93.46194. Según la Oficina del Censo de los Estados Unidos, Taylor tiene una superficie total de 2.58 km², de la cual 2.58 km² corresponden a tierra firme y (0%) 0 km² es agua.

## Demografía
Según el censo de 2010, había 566 personas residiendo en Taylor. La densidad de población era de 218,97 hab./km². De los 566 habitantes, Taylor estaba compuesto por el 95.58% blancos, el 3% eran afroamericanos, el 0.53% eran amerindios, el 0.18% eran asiáticos, el 0% eran isleños del Pacífico, el 0% eran de otras razas y el 0.71% pertenecían a dos o más razas. Del total de la población el 1.24% eran hispanos o latinos de cualquier raza.